# Pau Martínez González
Pau Martínez González (València, 21 de gener de 1974) és un director de cinema valencià. Va ser un dels directors de la sèrie L'Alqueria Blanca. De 2014 a 2017 va presidir l'associació de guionistes valencians EDAF.
Junt a Gabi Ochoa, forma part de la generació de cineastes valencians de principis dels 2000, que havia de prendre el relleu de Sigfrid Monleon. Debuta en solitari el 1999 amb el curtmetratge M de amor. A RTVV va dirigir episodis de sèries com Singles, Unió Musical Da Capo o Gormandia. El 2014 estrenà la pel·lícula Reset.